# Themidaceae
Themidaceae је фамилија монокотиледоних биљака, препозната само од неколицине аутора. APG II је укључује у фамилију Asparagaceae. Ареал фамилије је ограничен на Северну Америку.